# 二変数関数
二変数関数（にへんすうかんすう、Bivariate_function）とは、２つの数の組に対して、ただ１つの数が求まる関数をいう。
ｘ、ｙ、ｚを変数とすると、ｚ＝ｆ（x，y）となる。

## 概要
ｚ＝ｆ（ｘ，ｙ）で、ただ１つのｚが求まれば、二変数関数であると言える。例えば、ｆ（ｘ，ｙ）＝ｘｙ⇒ｆ（２，３）＝ｆ（３，２）＝６といった具合である。二変数関数のグラフは空間になる。
縦がy、横がx、高さがｚ＝f（ｘ，ｙ）とするのが慣例である。